# Dimas Delgado
Dimas Delgado Morgado (Santa Coloma de Gramenet, 6 februari 1983), voetbalnaam Dimas, is een gewezen Spaans profvoetballer. Dit is een ervaren speler met een goede techniek en gericht op het doel, die naast middenvelder ook kan fungeren als een spil in de bres van de verdediging. 

Dimas speelde tot 2006 bij UEA Gramenet, eerst in de jeugd en later in het eerste elftal. In 2006 werd hij gecontracteerd door FC Barcelona als versterking voor het tweede elftal, Barça B. Op 5 september 2006 maakte Dimas zijn debuut in het eerste elftal in de met 1-0 verloren finale om de Copa de Catalunya tegen RCD Espanyol. Na rust verving hij Lluís Sastre, zijn toenmalige ploeggenoot bij het tweede elftal. Exact een jaar later speelde de middenvelder zijn tweede wedstrijd voor het eerste elftal, wederom in de Copa de Catalunya. Met Barça B werd hij 2008 kampioen van de Tercera División Grupo 5. In juni 2008 werd Dimas gecontracteerd door CD Numancia, dat in de Primera División uitkwam. De ploeg kon zich echter niet handhaven, waardoor hij vanaf het seizoen 2009-2010 nog twee seizoenen met de Numancia in de Segunda División A speelde.  Na een slecht laatste seizoen tekende hij in 2011 een driejarig contract bij reeksgenoot FC Cartagena als vervanger van Antonio Longás, wiens contract niet werd verlengd.  Tijdens de heenronde werd hij onmiddellijk de onbesproken basisspeler, die enkel wedstrijden miste door schorsingen.  Net als de gehele ploeg behaalde de speler echter nooit zijn normale rendement. Op het einde van het seizoen belandde de ploeg op een twintigste plek met degradatie als gevolg.  
In juni 2012 verliet hij de ploeg en tekende een driejarig contract met gewezen reeksgenoot Recreativo Huelva.  Tijdens het seizoen 2012-2013 kon de speler onmiddellijk een basisplaats opeisen in een ploeg die net onder de topploegen uit de Segunda División A zou plaats nemen. Ook het daaropvolgende seizoen 2013-2014 werd hij terug een van de basisspelers, maar het clubresultaat was iets minder.  Toen op het einde van het seizoen 2014-2015 de ploeg haar behoud niet kon bewerkstelligen, werd zijn contract niet meer verlengd.
Op deze manier kwam hij vanaf het seizoen 2015-2016 in Australië terecht bij Western Sydney Wanderers.
Vanaf het seizoen 2017-2018 kwam hij in India terecht bij Bengaluru FC, een ploeg uit de Indian Super League.  Na vier seizoenen zou hij bij deze ploeg zijn voetbal carrière beëindigen.